# نائوئه کاگه‌تسونا
نائوئه کاگه‌تسونا (به ژاپنی: 直江景綱 Naoe Kagetsuna); ۱ ژانویهٔ ۱۵۰۹ – ۱ ژانویهٔ ۱۵۷۷) سامورایی و ملازم خاندان اوئه‌سوگی در دوره سنگوکو اهل ژاپن بود. دختر بیوه او با نائوئه کانه‌تسوگو ازدواج کرد. هم در امور داخلی و هم در امور خارجی، کاگه‌تسونا اثر خود را بر رژیم کنشین گذاشت. توزیع و دفاع از تدارکات و نیروهای کمکی به میدان نبرد، در طول سفر به منطقه کانتو، به کاگه‌تسونا سپرده شد. او در طول نبردهای کاواناکاجیما در کنار خاندان اوئه‌سوگی جنگید.